# 霍斯舒港
67°36′S 62°52′E / 67.600°S 62.867°E
霍斯舒港，是南極洲的海港，位於麥克羅伯特森地，根據挪威的探險隊拍攝的空中照片繪入地圖，現時由南極條約體系管理。